# Гардеробна кімната

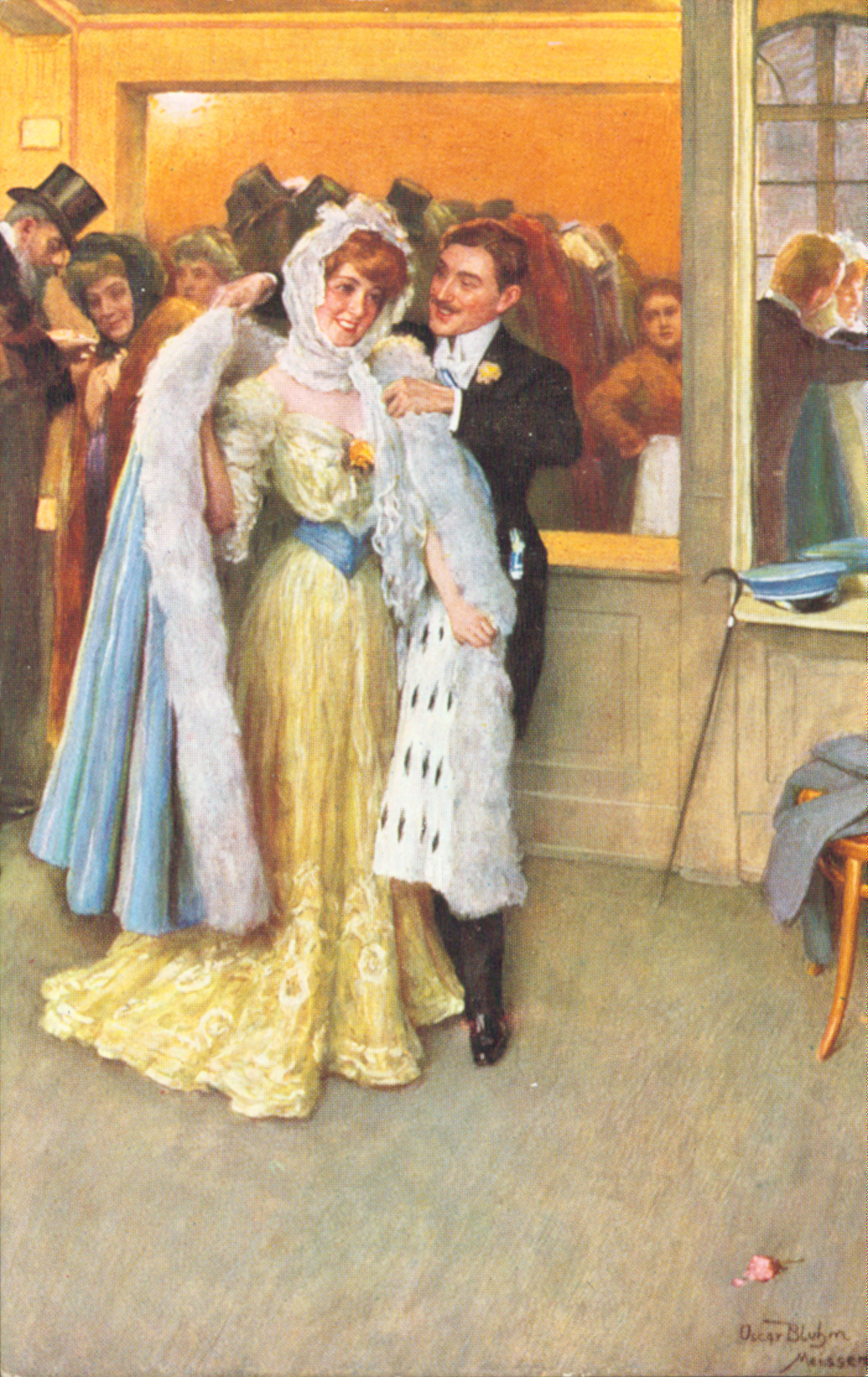
Театральна гардеробна (листівка Оскар Блум, 1900)

Гардеробна кімната або гардероб (фр. guarde-robe), діал. ша́тня — кімната для зберігання одягу.
Гардероби в громадських закладах також називають роздягальнями .

## Вдома
Наявність таких кімнат приносить у квартиру затишок, а також дозволяє істотно заощадити корисну площу на шафах, приносить порядок у зберіганні речей. Розміщення поличок, гачків та шухлядок повинне відповідати порядку речей. Дослідження показали, що термін служби речей, які зберігаються в гардеробній кімнаті, вищий, ніж у тих, що зберігаються у звичайних шафах.
Аби створити в оселі гардеробну, можна відокремити частину простору дверима-купе, використати нішу або окреме приміщення.

## На підприємствах
У промислових та культурних будівлях гардероби можуть розташовуватися в прибудовах, за наявності штучної вентиляції й у підвальних приміщеннях.
На підприємствах з «брудним» виробничим процесом або на виробництві отруйних речовин гардероби слід розділяти на брудну і чисту половини. У випадку з отруйними речовинами приміщення обладнуються ванними кімнатами.

## Гардеробник
Гардер́обник — людина, яка обслуговує гардероб.
У своїй роботі гардеробник керується правилами прийому і зберігання верхнього одягу, головних уборів та особистих речей. В своїх обов'язках керується правилами оформлення документів у випадку втрати жетона, графіком роботи закладу, правилами й нормами охорони праці, техніки безпеки, виробничої санітарії та протипожежного захисту, а також статутом і правилами внутрішнього трудового розпорядку закладу.
Також гардеробник надає допомогу інвалідам, малолітнім і особам похилого віку під час роздягання й одягання, забезпечує збереження речей, зданих на зберігання та утримує в чистоті й порядку приміщення гардеробної.